# Torre de Macarena
La Torre de Macarena son los restos de una atalaya de planta cuadrada, situada al nordeste del término municipal de Fuerte del Rey, en la provincia de Jaén, España. Está documentada su existencia desde la primera mitad del siglo XIV, aunque su construcción podría ser anterior a estas fechas. Se encuentra incorporada al cortijo de Macarena, hoy en día abandonado y en ruinas.

## Descripción
La torre, de planta cuadrada, está construida con mampostería, con muros de hasta un metro y medio de ancho. Eslava Galán, que accedió a su interior en la década de los ochenta durante sus trabajos de investigación doctoral, indicaba la posibilidad de que estuviera compuesta por tres plantas y terraza, si bien la única entreplanta existente era moderna, construida con madera y yeso y empleada como granero. A finales de 2017, más de media torre ya estaba derrumbada.  

Desde la ladera oriental del Cerro de la Dehesa del Conde conecta visualmente hacia el Norte con el Castillo de Mengíbar y hacia el Sur con el Castillo de Jaén y el Castillejo de Zumbel. Además controlaba uno de los caminos hacia Granada, el camino de Cazalilla a la vega del Guadalbullón, y dominaba toda la vega del Arroyo del Platero. Al pie del cerro donde se encuentra la cortijada existe un abrevadero alimentado por un manantial, vestigio de la dehesa boyal y de la actividad ganadera en el lugar, que podría estar datado por tanto en la misma época que la torre y su asentamiento.

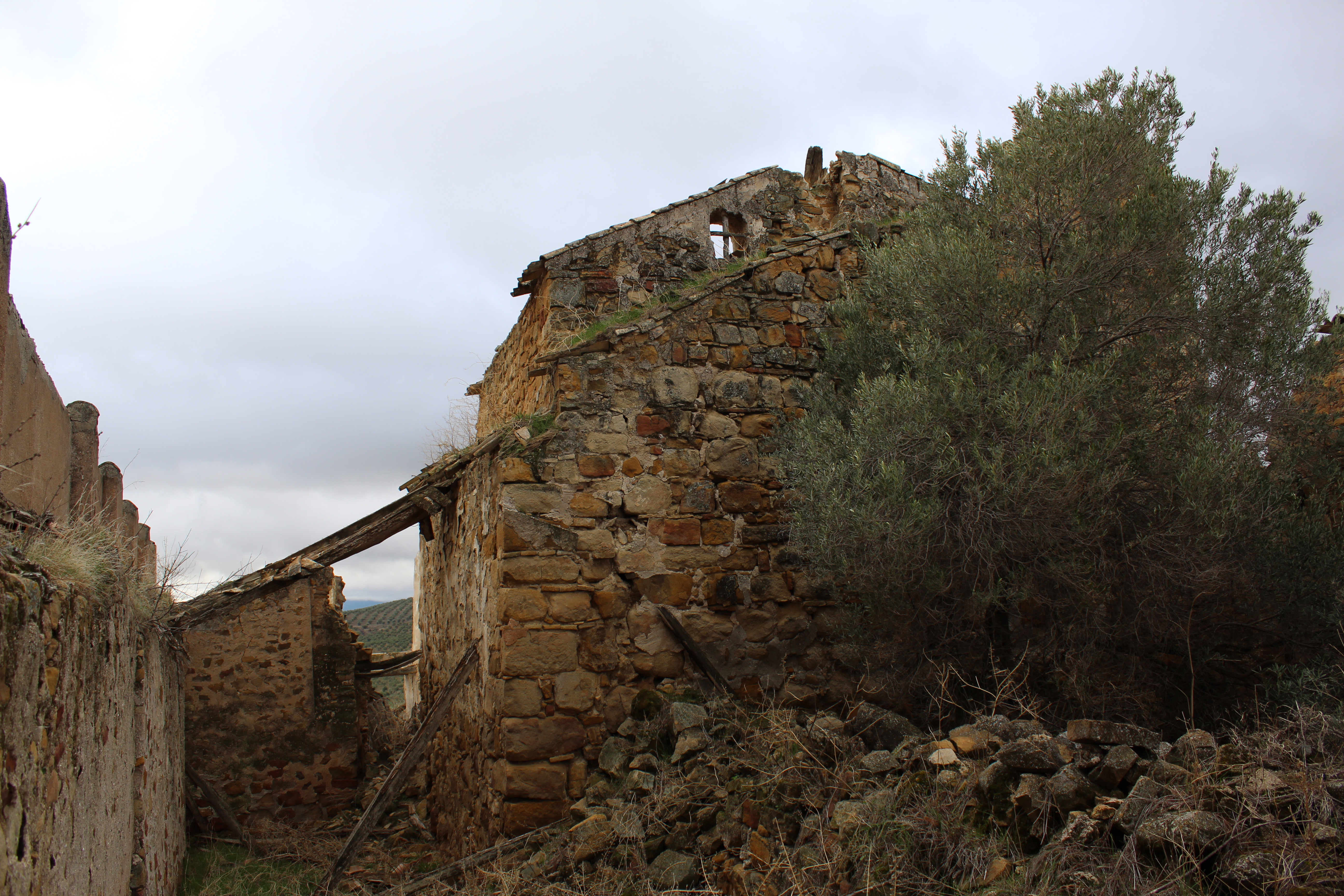
Vista de la parte trasera de la torre y edificaciones anexas.

## Historia
En la prospección superficial llevada a cabo solo se llegaron a observar materiales cristianos bajomedievales.
Cabe la posibilidad, según indica Eva María Alcázar Hernández, de que en el siglo XIII se conociera como Almorg. El origen por tanto de la heredad se fecharía en 1246 por medio de una donación de tierras a la Orden de Calatrava por parte del rey Fernando III.
Ya con el nombre de Macarena se conoce que poseía una dehesa boyal en la primera mitad del siglo XIV, en la que se cita el cortijo y su torre. Asimismo, en la visita de los regidores del Concejo de Jaén a la dehesa en 1401, se le vuelve a citar:

... a la dehesa de Macarena que es de la orden de Calatrava en el termino de Jaen [...] que los ganados coman la yerva (roto) de la dicha torre e la dehesa

La torre de Macarena, el único elemento original que se ha conservado en el cortijo, fue construido por la orden calatrava con el objetivo de controlar el territorio que se ha indicado arriba y de vigilar la producción de las tierras aledañas. La proximidad de la frontera del Reino nazarí de Granada motivaba el despliegue de las tropas cristianas en fortificaciones y otro tipo de estructuras, situadas en cerros elevados, como es el caso de la que nos ocupa, con el objetivo de evitar las razzias árabes en la zona.
No aparece citada en ninguna de las crónicas del siglo XV, en las que abundaban los encuentros violentos entre el Condestable Iranzo con la Orden Calatrava, lo que hace suponer que no sobrepasara el nivel de asentamiento rural fortificado con una torre.

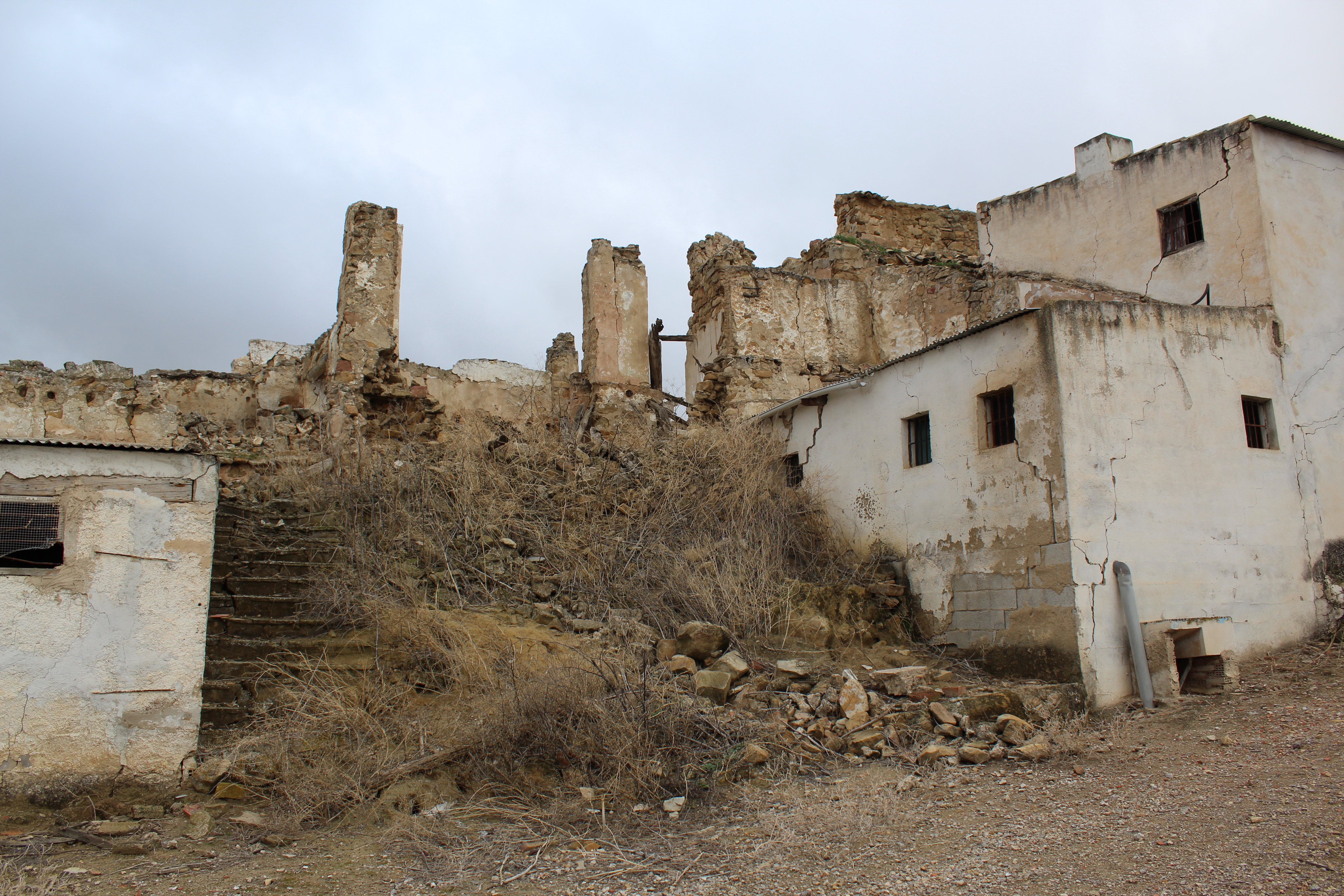
Vista general del Cortijo de Macarena.